# Rhodochlora gaujoniaria
Rhodochlora gaujoniaria är en fjärilsart som beskrevs av Paul Dognin 1892. Rhodochlora gaujoniaria ingår i släktet Rhodochlora och familjen mätare. Inga underarter finns listade.